# Sphecomyia columbiana
Sphecomyia columbiana är en tvåvingeart som beskrevs av John Richard Vockeroth 1965. Sphecomyia columbiana ingår i släktet tajgablomflugor, och familjen blomflugor.
Artens utbredningsområde är British Columbia. Inga underarter finns listade i Catalogue of Life.